# Grand Prix Jef Scherens 1964
La 2e édition du Grand Prix Jef Scherens a eu lieu le 30 avril 1964. Elle a été remportée par le Belge Norbert Kerckhove.

## Classement final
Norbert Kerckhove remporte la course en parcourant les 215 km en 5 h 6 min 0 s à la vitesse moyenne de 42,156 km/h.
| Classement final, | Classement final,       | Classement final, | Classement final,        | Classement final, |
|                   | Coureur                 | Pays              | Équipe                   | Temps             |
| ----------------- | ----------------------- | ----------------- | ------------------------ | ----------------- |
| 1er               | Norbert Kerckhove       | Belgique          | Dr Mann                  | en 5 h 6 min 0 s  |
| 2e                | André Noyelle           | Belgique          | Dr Mann                  | + 1 min 10 s      |
| 3e                | Gustaaf Van Vaerenbergh | Belgique          | Bertin-Porter 39-Milremo | + 1 min 20 s      |
| 4e                | Léon Sebregts           | Pays-Bas          | Dr Mann                  |                   |
| 5e                | Leon Van Daele          | Belgique          | Dr Mann                  |                   |
| 6e                | Jos Dewit               | Belgique          | Pelforth-Sauvage-Lejeune |                   |
| 7e                | Walter Muylaert         | Belgique          | Dr Mann                  |                   |
| 8e                | Lode Troonbeeckx        | Belgique          | Dr Mann                  |                   |
| 9e                | Rik Luyten              | Belgique          | Dr Mann                  |                   |
| 10e               | Richard Everaerts       | Belgique          | Flandria-Romeo           |                   |
| modifier          |                         |                   |                          |                   |